# Željevo (Foča, BiH)
Željevo je naseljeno mjesto u općini Foči, Republika Srpska, BiH. Nalazi se uz rječicu koja se istočno ulijeva u rijeku Kolinu.

## Stanovništvo
| Narod     | Popis 1961. | Popis 1971. | Popis 1981. | Popis 1991. |
| --------- | ----------- | ----------- | ----------- | ----------- |
| Hrvati    |             |             |             |             |
| Muslimani | 115         | 188         | 176         | 141         |
| Srbi      | 50          | 42          | 29          | 44          |
| ostali    | 6           | 1           |             |             |
| Ukupno    | 171         | 231         | 205         | 185         |